# Polivinilcloruro
Il polivinilcloruro, noto anche come cloruro di polivinile o con la corrispondente sigla PVC, è il polimero del cloruro di vinile, avente formula -(CH2CHCl)n- e peso molecolare compreso tra le 60 000 e le 150000 u.
È il polimero più importante della serie ottenuta da monomeri vinilici ed è una delle materie plastiche di maggior consumo al mondo.
Puro, è un materiale rigido; deve la sua versatilità applicativa alla possibilità di essere miscelato anche in proporzioni elevate a composti inorganici e a prodotti plastificanti, come per esempio gli esteri dell'acido ftalico, che lo rendono flessibile e modellabile. Viene considerato stabile e sicuro nelle applicazioni tecnologiche a temperatura ambiente, ma estremamente pericoloso se bruciato o scaldato a elevate temperature e in impianti inidonei al suo trattamento, per via della presenza di cloro nella molecola, che può liberarsi come acido cloridrico, secondo la seguente reazione:
{\displaystyle {\ce {2C2H3Cl + 5 O2 -> 4 CO2 + 2 H2O + 2 HCl}}}
Il PVC non degrada depolimerizzando a formare cloruro di vinile monomero; diossina e furani si possono formare quando il materiale è decomposto termicamente, ma non si formano quando il PVC brucia per la loro facile ossidazione alle alte temperature.
Come le altre materie plastiche è un polimero facilmente riciclabile (codice SPI - resin identification coding system 3), con impianti adeguati. Il più comune e meno costoso è il riciclaggio fisico/meccanico. Sono in via di sviluppo anche tecnologie di riciclaggio chimico.

## Storia
Il cloruro di polivinile fu osservato per caso in due occasioni nel corso del XIX secolo, prima nel 1835 da Henri Victor Regnault e quindi nel 1872 da Eugen Baumann. In entrambi i casi una massa bianca solida di polimero fu trovata all'interno di bottiglie di cloruro di vinile lasciate esposte alla luce solare.
All'inizio del XX secolo i tentativi di uno sfruttamento commerciale del prodotto da parte del russo Ivan Ostromislenskij e del tedesco Fritz Klatte della Griesheim-Elektron furono frustrati dalla difficoltà di lavorare il materiale, troppo rigido e fragile.
Nel 1926, Waldo Semon della B.F. Goodrich sviluppò una tecnica per rendere lavorabile il PVC, miscelandolo con degli additivi plastificanti. Il prodotto risultante, più flessibile e facile da lavorare, raggiunse presto un diffuso utilizzo.
I primi co-polimeri a base di cloruro di polivinile e acetato di polivinile furono prodotti dalla statunitense Union Carbide nel 1927; sei anni dopo, in Germania la IG Farben brevettava le tecniche di polimerizzazione in emulsione.
In Italia, uno dei principali produttori di PVC è stata la Montedison, che aveva nel polo petrolchimico di Porto Marghera, a Venezia, i suoi impianti di produzione del polimero e del monomero corrispondente. La prima impresa a cominciare la produzione industriale di PVC in Italia fu invece la S.A. Ursus Gomma di Vigevano che costruì, nel 1939, un nuovo impianto appositamente creato per la lavorazione del nuovo materiale. Brescia è stata fino agli anni novanta un importante centro per la produzione di PVC.

## Sintesi

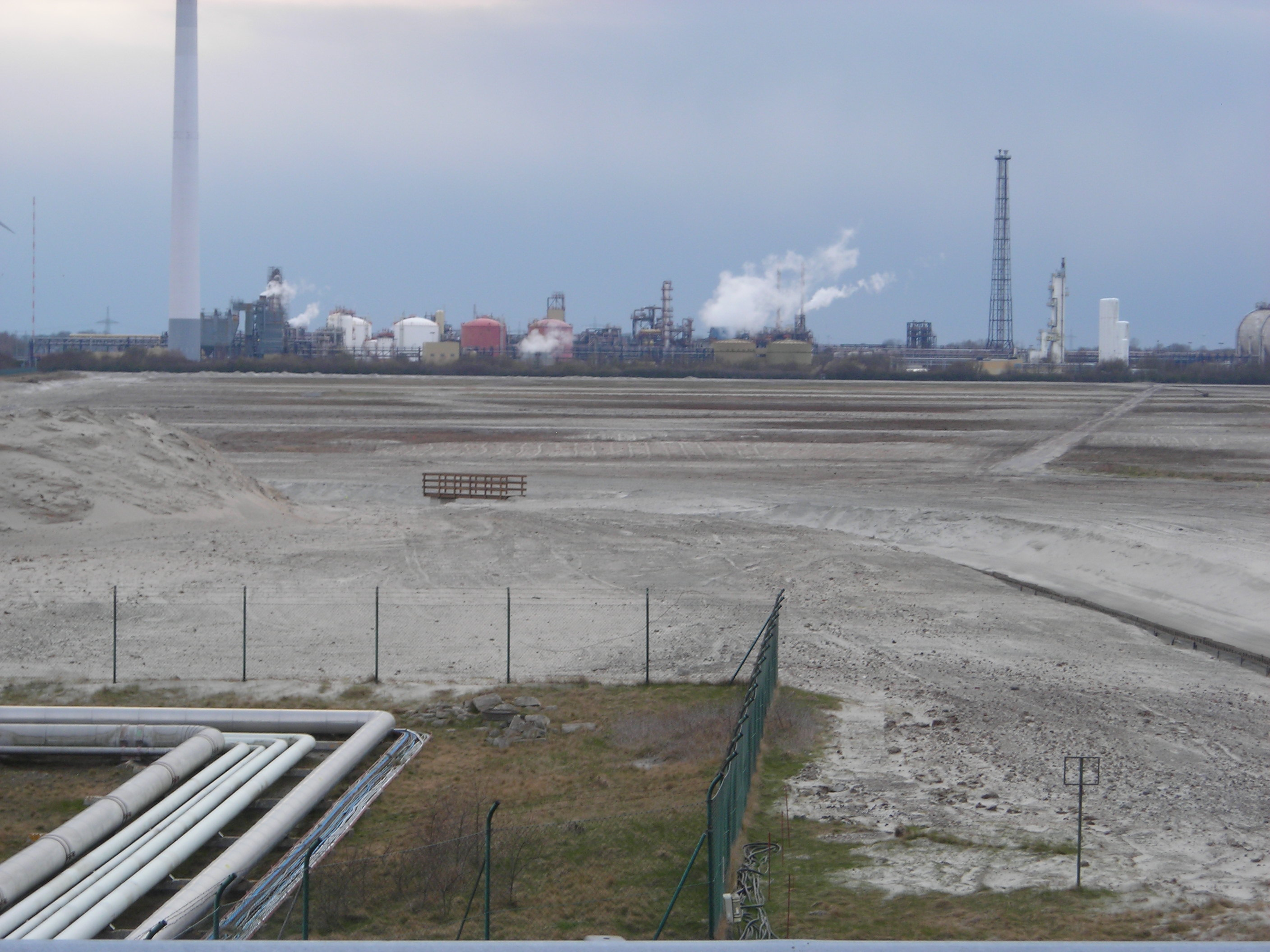
Veduta di un impianto per la produzione di PVC.

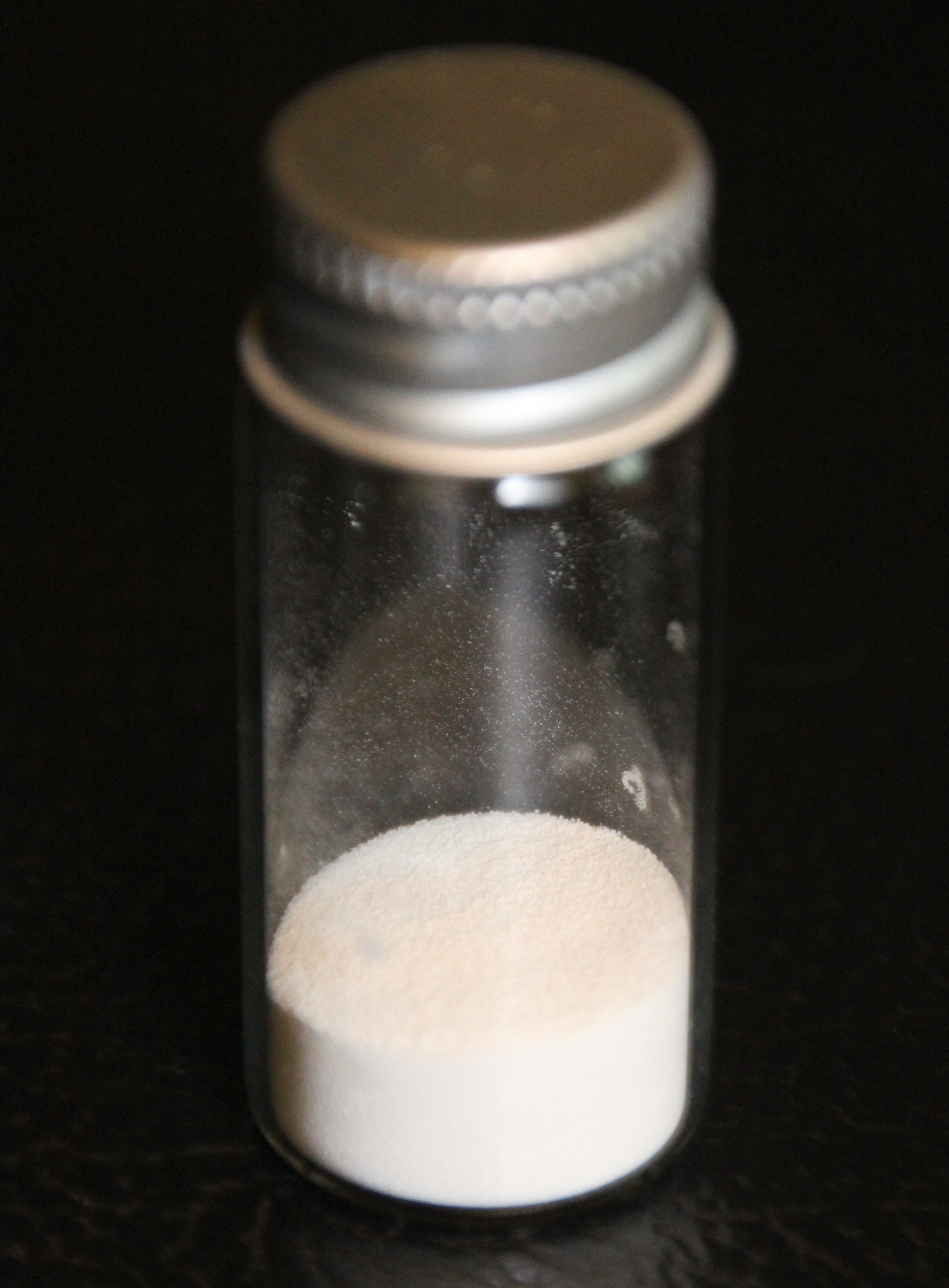
Polvere di PVC. Le polveri fini hanno limiti di esplosione pari a 60 g/m³.

La reazione di polimerizzazione del cloruro di vinile porta alla formazione di lunghe molecole lineari
e viene innescata dall'aggiunta di un iniziatore, ovvero un composto capace di generare radicali.
La reazione è tale da privilegiare un abbinamento testa-coda delle molecole di cloruro di vinile, ovvero con gruppi alternati -CH2- e -CHCl- lungo la catena.
La reazione di polimerizzazione è esotermica, ovvero produce calore, pertanto la temperatura all'interno del reattore deve essere controllata in modo da impedire il surriscaldamento della massa di reazione, che potrebbe portare anche a una reazione esplosiva. Per tale ragione la sintesi del PVC viene raramente condotta in massa, ovvero aggiungendo l'iniziatore a una massa di cloruro di vinile. Anche quando la reazione in massa viene mantenuta sotto controllo, si possono originare dei locali surriscaldamenti che alterano sensibilmente le proprietà meccaniche e l'aspetto del polimero ottenuto.
Per disperdere il calore di reazione, la reazione viene condotta in soluzione, in emulsione o in sospensione; in questo modo il mezzo liquido (un solvente o l'acqua) asporta il calore evaporando; i vapori vengono quindi condensati e riciclati nel reattore.
- in soluzione: il cloruro di vinile viene disperso in un solvente organico in cui il polimero sia insolubile, in questo modo la reazione procede in condizioni controllate e il polimero viene purificato per semplice filtrazione. Pur ottenendo un polimero molto puro e dalle caratteristiche omogenee, il metodo trova applicazione solo su scala di laboratorio o di impianto pilota, dati i rischi ambientali e di sicurezza che pone l'utilizzo in grandi quantità di solventi organici.
- in emulsione: il cloruro di vinile, liquefatto per azione della pressione, viene emulsionato in acqua con aggiunta di sostanze che stabilizzano l'emulsione; al termine della reazione si ottiene un lattice dal quale il polimero viene separato per asciugatura con aria calda o per precipitazione. Il PVC ottenuto per emulsione presenta una migliore attitudine alla lavorazione perché per aggiunta di plastificanti risulta più fluido e facile da stampare, è tuttavia poco indicato per applicazioni speciali, data la sua maggiore igroscopicità rispetto al PVC ottenuto con altri processi e le sue peggiori proprietà elettriche, dovute alla presenza di residui dei prodotti necessari per stabilizzare l'emulsione e coagularla successivamente.
- in sospensione: è il processo più diffuso e consiste nel mantenere il cloruro di vinile disperso in acqua tramite agitazione e presenza di sostanze tensioattive; con l'aggiunta dell'iniziatore, ogni goccia di monomero polimerizza separatamente e si trasforma in una sferetta di polimero, recuperata per filtrazione e asciugatura.

## Proprietà

Codice identificativo di riciclaggio del PVC

Al termine delle reazioni di polimerizzazione si presenta come polvere o come granulato bianco; la densità è generalmente di 1,40-1,45 g/cm³.
Il PVC può essere trasformato in articoli rigidi (u-PVC), semirigidi e plastificati. Il PVC plastificato (p-PVC) è addizionato con additivi plastificanti che ne aumentano la morbidezza.
Il PVC è un polimero instabile alla luce e al calore. In particolare durante il processo produttivo il calore e lo shear hanno su di esso un effetto degradativo che si manifesta con l'emissione di acido cloridrico. Ciò determina la formazione di sequenze polieniche e di una struttura reticolata che causano una forte variazione di colore (prima giallo, poi rosso, bruno, nero) e un aumento della viscosità del fuso. Per questa ragione per poterlo processare occorre aggiungere additivi come gli stabilizzanti, i lubrificanti, gli ausiliari di processo ecc. Gli stabilizzanti possono essere prodotti con saponi di calcio e zinco, molecole organiche, derivati organometallici dello stagno, sali di bario, carbossilati di cadmio e sali di piombo. In Unione europea l'uso degli stabilizzanti a base cadmio è terminato nel 2007. Nei cavi elettrici e nelle spine l'impiego degli stabilizzanti al piombo è stato vietato con l'entrata in vigore nel 2003 della direttiva 2002/95/CE (RoHS) e gli stabilizzanti al piombo sono stati sostituiti da quelli calcio-zinco. In Unione europea il completamento della sostituzione degli stabilizzanti al piombo è stato raggiunto a fine 2015, a seguito della decisione volontaria dei produttori di stabilizzanti (ESPA) di passare ad alternative quali gli stabilizzanti calcio-zinco e quelli calcio organico.

## Applicazioni

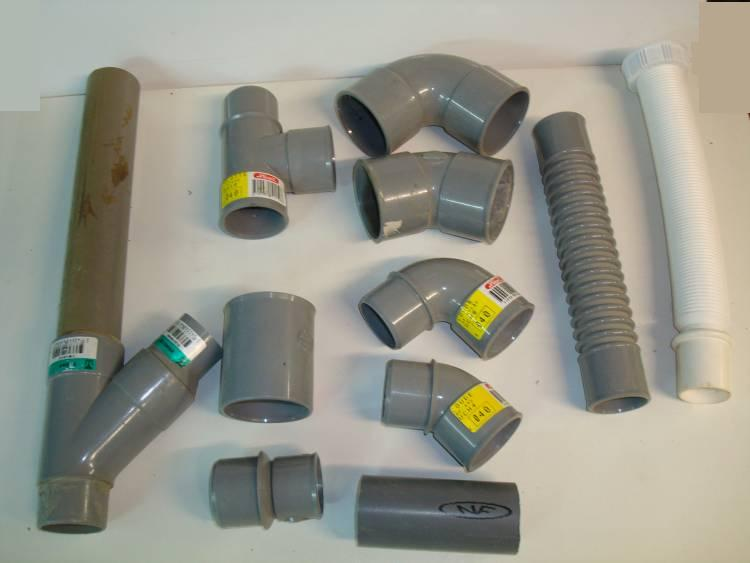
Raccordi e tubazioni di PVC

Gli utilizzi del PVC sono innumerevoli: può essere modellato per stampaggio a caldo nelle forme desiderate, estruso, calandrato, oppure ridotto a liquido per la spalmatura di tessuti, superfici, serbatoi, valvole, rubinetti, vasche e fibre tessili artificiali.
Le applicazioni più rilevanti sono la produzione di tubi per edilizia (per esempio grondaie e tubi per acqua potabile), cavi elettrici, profili per finestra, pavimenti vinilici, pellicola rigida e plastificata per imballi e cartotecnica.
In termini applicativi, il PVC è la materia plastica più versatile conosciuta. È il "vinile" per antonomasia usato per la produzione dei dischi.

### PVC per uso tessile
Di PVC per uso tessile ne esistono più tipi. Il primo tipo, commercialmente chiamato Movil, fu prodotto in Francia già nel '49 a partire da PVC essenzialmente amorfo.
Un secondo tipo, commercialmente chiamato Leavil, è costituito da PVC cristallino ed è di qualità migliore.
Trovò diffusione per i pigiama dei bambini, perché migliori dal punto di vista ignifugo.
Per lo stesso motivo le fibre cloroviniliche vengono usate per la produzione di parrucche.
Nel complesso la produzione di fibre cloroviniliche fu, però, presto quasi abbandonata.

### PVC per uso industriale
Il PVC è anche il principale materiale con cui sono realizzati i manti di copertura delle coperture mobili industriali, capannoni, magazzini mobili, teloni per strutture e coperture di automezzi per il trasporto e la logistica (TIR).

## Igiene industriale
Il monomero del PVC, il cloruro di vinile (CVM), è considerato un potente cancerogeno. In particolare a Venezia è stato celebrato un processo per omicidio colposo riguardante i vertici della Montedison di Porto Marghera, che ha avuto ampia risonanza vista l'accertata mancanza di precauzioni volte a minimizzare l'assorbimento di CVM da parte degli operai.